# Публий Плавций Прокул
Публий Плавций Прокул (на латински: Publius Plautius Proculus) e римски политик през 4 век пр.н.е. Произлиза от род Плавции.
През 328 пр.н.е. той е консул с Публий Корнелий Скапула.